# Palais Kurland

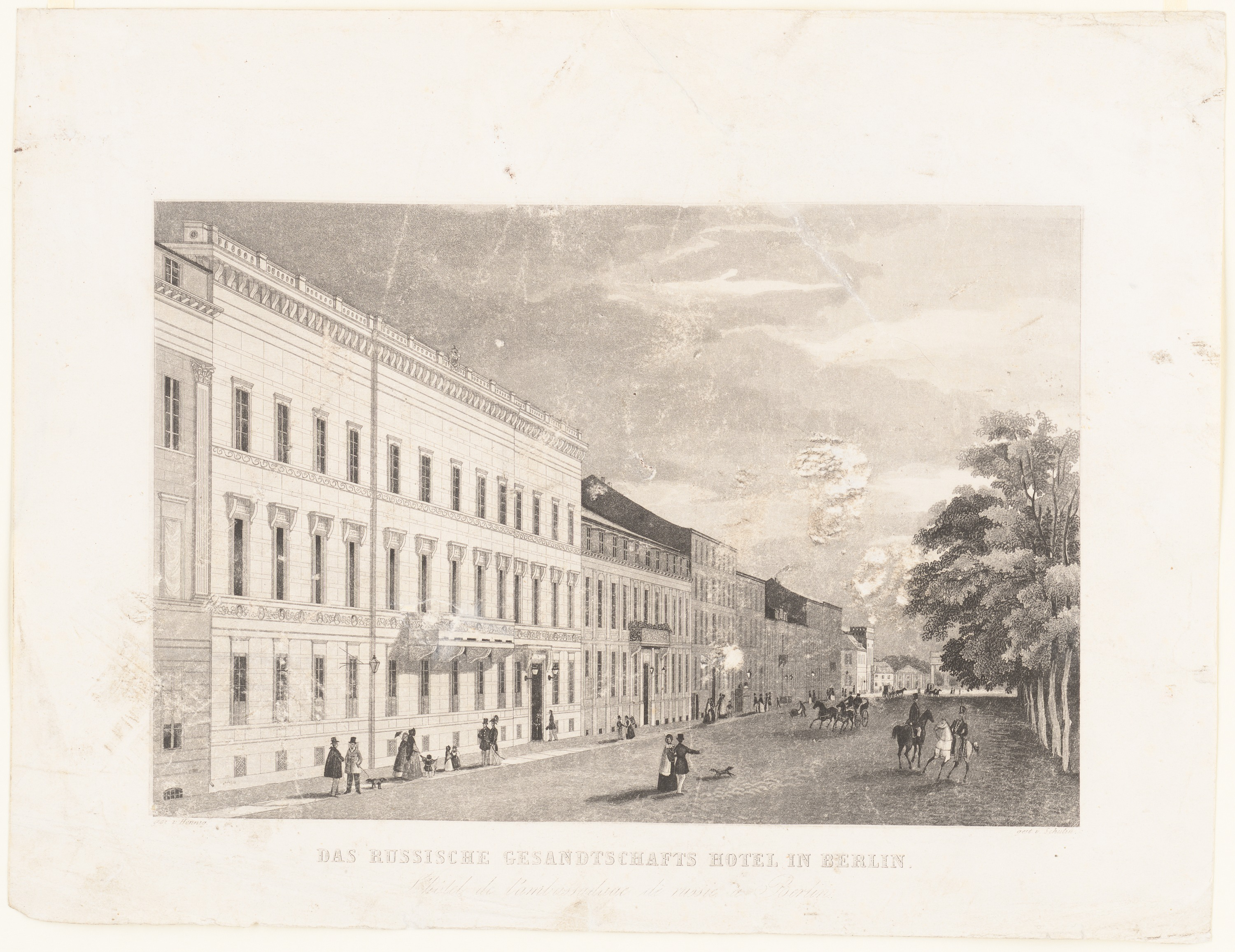
Russische Gesandtschaft im Palais Kurland

Das Palais Kurland war ein nicht mehr existierendes, historisches Gebäude in Berlin, Unter den Linden 7 nach der bis 1937 verwendeten Zählung. Es handelte sich um ein lang gestrecktes Barockpalais mit 13 Fenstern Front. Die historische Bezeichnung des Gebäudes rührt aus der Periode 1805–1837, in der es im Besitz der Herzogin Dorothea von Kurland war. Bekannt wurde es durch den Salon der Herzogin Dorothea von Kurland. An seiner Stelle befindet sich heute die Botschaft der Russischen Föderation in Berlin.

## Geschichte
- 1732 kaufte der Geheime Rat und Regiments-Quartiermeister Christian Ludwig Möller das Grundstück Unter den Linden 7.[1]
- 1734 Bebauung mit einem zweigeschossigen Gebäude, danach mehrere Umbauten zu einem dreiseitigen Gebäude mit einem durch das Nachbargebäude umschlossenen Hof.
- 1748 Verkauf an den Geheimen Finanz-, Kriegs- und Domänenrat Johann Christoph Zinnow (1710–1760).
- Umbau durch Friedrich Wilhelm Diterichs.
- 1764 bis 1787 im Besitz von Amalie von Preußen
- 1765 Umbau durch Johann Boumann im Stil des friderizianischen Rokoko, Baugehilfe war dessen Sohn Michael Philipp Boumann.
- Erbe ist Kronprinz Friedrich Wilhelm, der das Palais an den Major des Regiments Gens d’armes und späteren Hofmarschall Valentin von Massow verkauft.[2]
- Ab 1805 im Besitz der Herzogin Dorothea von Kurland.
- 1806–1815 bewohnt der französische Stadtkommandant das Palais.
- 1821 erbt es die Tochter Dorothea von Sagan.
- 1837 Verkauf an Zar Nikolaus I. von Rußland.
- 1840–1841 Umbau durch Eduard Knoblauch, Nutzung als Zarenpalais und Russische Botschaft in Berlin
- Im Juni 1942 zog in das Gebäude das Reichsministerium für die besetzten Ostgebiete ein, das unter der Leitung des NS-Chefideologen Alfred Rosenberg stand.[3] Das Gebäude wurde im Februar 1944 bei den Luftangriffen der Alliierten zerstört.